# Unilever
Unilever plc ist ein multinationaler Konzern mit Hauptsitz in London. Das Unternehmen ist weltweit einer der größten Hersteller von Verbrauchsgütern. Die Hauptgeschäftsbereiche umfassen die Produktion von Nahrungsmitteln, Kosmetika, Körperpflege- sowie Haushalts- und Textilpflegeprodukten. Unilever beschäftigte 2016 weltweit 168.000 Mitarbeiter in über 100 Ländern (1990 noch 304.000). In Deutschland waren 2013 rund 5.000 Mitarbeiter tätig (1962: 36.000 MA, 1990: 27.400 MA, Ende 2005: 8.000 MA). Die 2008 gebildete Unilever-Organisation für die Länder Deutschland, Österreich und Schweiz (D-A-CH) hat ihren Sitz in Hamburg, Wien und Thayngen (Kanton Schaffhausen).
Mit einem Umsatz von 60,6 Mrd. US-Dollar, bei einem Gewinn von 6,9 Mrd. USD, steht Unilever laut Forbes Global 2000 auf Platz 103 der weltweit größten börsennotierten Unternehmen (Stand: GJ 2017). Das Unternehmen kam Mitte 2018 auf eine Marktkapitalisierung von ca. 156 Mrd. USD.
Unilever ging 1929 aus der Fusion der ursprünglich niederländischen Margarine Unie mit dem britischen Seifen- und Waschmittelhersteller Lever Brothers hervor. Von 1929 bis 2020 war es eine Dual-listed Company, bestehend aus der niederländischen Unilever N.V. mit Sitz in Rotterdam und der britischen Unilever plc mit Sitz in London. 2020 wurde das niederländische Unternehmen auf die britische Gesellschaft verschmolzen.

## Geschichte

### Vorgängergesellschaften (1888 bis 1929)
Van den Bergh – Antoon Jurgens – Margarine Unie
1888 gründete der aus dem niederländischen Oss in Noord-Brabant stammende Margarinefabrikant Simon van den Bergh im niederrheinischen Kleve das Unternehmen Margarinewerke Van den Bergh für die industrielle Herstellung von Margarine, um auf diese Weise die hohen Schutzzölle des Deutschen Reiches auf Butter und Margarine zu umgehen.
Sein Landsmann Antoon Jurgens, der 1871 das Margarine-Patent des Hippolyte Mège-Mouriès gekauft hatte, errichtete unweit von Kleve in der Nachbarstadt Goch ebenfalls eine Fabrik zur Margarineherstellung. Später erwarb Jurgens zahlreiche Margarineproduktionsstätten in Deutschland; beispielsweise 1902 die Rossitzky & Witt G. m. b. H. in Altona, die Krog & Evers in Hamburg-Ottensen und 1904 den größten deutschen Konkurrenten, die bereits 1880 gegründete Bahrenfelder Margarinewerke A. L. Mohr G. m. b. H. in Hamburg-Bahrenfeld. Insgesamt gehörten Jurgens 1927 zwölf Fabriken im Deutschen Reich. Im Jahr 1927 fusionierten die beiden Familienunternehmen Jurgens und van den Bergh zur Margarine Unie in Rotterdam und in London zur Margarine Union. Das deutsche Tochterunternehmen war Margarine-Union.
Lever Brothers
William Hesketh Lever und sein Bruder James Darcy Lever gründeten 1885 die Seifenfabrik Lever Brothers, die zunächst in Warrington in Nordwestengland beheimatet war und später auf die Halbinsel Wirral westlich von Liverpool verlegt wurde. Ihr Produkt war innovativ, weil sie Palmöl statt Talg für die Seifenherstellung verwendeten, und fand großen Absatz. Die Gebrüder Lever gaben ihm den Namen „Sunlight Soap“ und errichteten als Wohnort für die Fabrikarbeiter die Modellsiedlung Port Sunlight. Als deren deutscher Ableger entstand 1899 in Mannheim die Sunlicht-Seifenfabrik, die im Jahre 1914 unter dem Eindruck einer drohenden Staatsenteignung – bedingt durch den Ersten Weltkrieg – an die Süddeutsche Disconto-Gesellschaft veräußert, 1916 in eine AG gewandelt und dann 1924 von Lever zurückgekauft wurde.
1929/1930 vereinigten sich schließlich Margarine Unie und Lever Brothers Ltd. zu Unilever. Die Vereinigung stellte die bis dahin größte Unternehmensfusion dar.

### Stagnation (1929 bis 1945)

Schicht’s Patent-Seife

Parallel wurde 1929 aus dem Zusammenschluss von zehn Unternehmen, darunter die Georg Schicht AG, die Unilever Österreich gegründet, die 1938 – nach dem Anschluss Österreichs – in die Unilever Deutschland integriert wurde. 1932 waren 69 Unternehmen sowie weitere 31 im Besitz von Unilever. Dazu gehörte auch die 1916 gegründete Parfümerie Elida AG. 1935 kamen wegen strenger Devisenbestimmungen (eingeführt im Zuge der Weltwirtschaftskrise), die den Abfluss von Geldern aus Deutschland zum Mutterkonzern nach Rotterdam verboten, Unternehmen wie Langnese sowie Schmelzkäse-Hersteller, Textil- und Papierfabriken zum Unternehmen hinzu.

### Expansion (1945 bis 1970)
1948 lief die Produktion in den meisten Betrieben wieder an. 1958 wurde die deutsche Margarine-Union von einer Aktiengesellschaft in eine GmbH umgewandelt. 1960 übernahm Unilever von der österreichischen Wiener Milchindustrie AG (MIAG) das 1927 gegründete Milcheis-Geschäft, das Speiseeis unter dem Markennamen „Eskimo“ vertrieb.
Die Langnese-iglo GmbH entstand 1962 aus einem Zusammenschluss der beiden Unilever-Gesellschaften Langnese Eiskrem GmbH (seit 1936 bei Unilever) und „Iglo GmbH“. Im August 2005 wurde die Langnese-iglo GmbH ein Teil der Unilever Deutschland GmbH und fungierte nicht mehr als eigenständiges Unternehmen.

### Konsolidierung (ab 1970)
Unilever trennte sich von unprofitablen Firmen, indem es etwa Textilfabriken verkaufte. Dieser Prozess der Umstrukturierung wurde auch in den 1980er Jahren fortgesetzt. Anschließend folgten Jahre des Wachstums, in denen Unilever viele Unternehmensbeteiligungen kaufte. Zu den Neuerwerbungen gehörten u. a. Marken wie Calvin Klein (Parfüm- und Kosmetiklizenz), Bestfoods (mit Maizena, Ubena und Knorr), Ben & Jerry’s, Slim-Fast und Amora Maille.
In den vergangenen Jahren verlor das Geschäft von Unilever an Marktanteilen, der Umsatz stagnierte. In Deutschland wurde dies u. a. auf den Bedeutungsverlust von Markenartikeln und die Marktanteilssteigerungen von Discountern zurückgeführt.
Im Jahr 2004 wurden mehrere Unilever-Marken, unter anderem Biskin (seit 1968 am Markt), Livio (seit 1958) und Palmin (seit 1894) an das Unternehmen Peter Kölln KGaA in Elmshorn verkauft.
In einem Restrukturierungsprozess wurde die Führung des Unternehmens verkleinert. Die in Schaffhausen ansässige Unilever Supply Chain Company AG wurde gegründet, der alle europäischen Werke gehören.
Nach 45 Jahren, am 9. Februar 2006, gab Unilever den Verkauf seiner europäischen Tiefkühlmarken Iglo und Birds Eye bekannt. Daher wurde am 1. Juli 2006 der Bereich Tiefkühlkost in die neu gegründete iglo GmbH ausgegliedert, die dann am 28. August für 1,73 Milliarden Euro an die britische Investmentgesellschaft Permira verkauft wurde.
Im Jahr 2014 veräußerte Unilever einen Mehrheitsanteil an Slim-Fast an die US-amerikanische Beteiligungsgesellschaft Kainos Capital.
Am 15. Dezember 2017 gab Unilever den Verkauf seiner Brotaufstrich-Sparte (darunter die Marken Rama, Becel, Lätta, Sanella sowie Phase, Beta und Botteram) für 6,825 Milliarden Euro an den Finanzinvestor KKR bekannt. Der Verkauf wurde am 2. Juli 2018 abgeschlossen. Ausgenommen war der Geschäftszweig Südafrika, der an Remgro verkauft wurde.

### Unilever als rein britischer Konzern (seit 2020)
Im Oktober 2020 billigten die Unilever-Aktionäre den Beschluss des Vorstands, die Doppelstruktur mit Sitzen in Großbritannien und den Niederlanden aufzugeben und künftig allein in London den Hauptsitz zu haben. Die Verschmelzung der niederländischen  Unilever N.V. auf die britische Unilever PLC wurde am 30. November 2020 vollzogen. Seither ist Unilever ein rein britisches Unternehmen, die niederländische Unilever N.V. wurde aufgelöst.
Im November 2021 verkaufte Unilever seine Teesparte mit den Marken Lipton, PG Tips, Pukka, T2 und TAZO an CVC Capital Partners. Ausgenommen davon ist das Teegeschäft in Indien, Indonesien und Nepal.
Im Februar 2023 verkaufte Unilever The Suave Company an Yellow Wood Partners
Im Dezember 2023 verkaufte Unilever die Sparte Elida Beauty (mit mehr als zwanzig Schönheits- und Körperpflegemarken, darunter Q-tips, Impulse, Caress, Tigi, Timotei, Monsavon, Brut, Moussel, Alberto Balsam und VO5) ebenfalls an Yellow Wood Partners. Ausgenommen sind die Marken Pond’s und St. Ives.
Im März 2024 wurde bekanntgegeben, dass das Geschäft mit Eiscreme (Marken u. a. Langnese, Magnum, Ben & Jerry’s) bis Ende 2025 in eine eigenständige Firma ausgelagert werden soll. Seit Juli 2025 operiert die Eissparte als "The Magnum Ice Cream Company" als eigenständiges Unternehmen in der Unilever-Gruppe.

## Konzernüberblick

### Beschäftigte
Unilever beschäftigte 2016 weltweit 168.000 Mitarbeiter in über 100 Ländern (1990 noch 304.000). In Deutschland waren 2013 rund 5.000 Mitarbeiter tätig (1962 waren es 36.000, 27.400 Beschäftigte 1990 und 8.000 Ende 2005).

### Struktur
Heute ist Unilever ein britischer Konzern. Zuvor hatte das Unternehmen ab seiner Entstehung durch Fusion 1929 bis Ende November 2020 eine Doppelstruktur aus zwei gleichberechtigten Konzernteilen mit eigenen Aktien (Dual-listed Company): die niederländische Unilever N.V. sowie die britische Unilever PLC. Es gab zwei Hauptversammlungen, zwei Unternehmenssitze in Rotterdam und London, jedoch war der Vorstand von beiden Unternehmen – in ähnlicher Konstruktion wie bis 2005 bei dem Unternehmen Royal Dutch Shell – identisch. Beide wurden ab 1. Januar 2019 von dem Schotten Alan Jope geleitet. Im November 2020 wurde die niederländische N.V. auf die britische PLC verschmolzen.
Die Aktien der Gesellschaft sind an der Londoner Börse im FTSE 100 notiert und wie vor der Fusion auch an der Amsterdamer Börse im AEX-Index. Zusätzlich ist die Unilever-Aktie noch an der New York Stock Exchange notiert.
Unilever ist ein Konglomerat und unterhält unter anderem folgende Tochterunternehmen:
- Ben & Jerry’s, gegründet 1978, seit 2000 Bestandteil von Unilever
- Bestfoods, gegründet 1916, seit 2000 Bestandteil von Unilever
- Hindustan Unilever, gegründet 1933
- Oswald Nahrungsmittel GmbH, gegründet 1951, seit 2000 Bestandteil von Unilever[26]
- Unilever Foodsolutions GmbH.

### Standorte im deutschen Sprachraum

#### Verwaltung

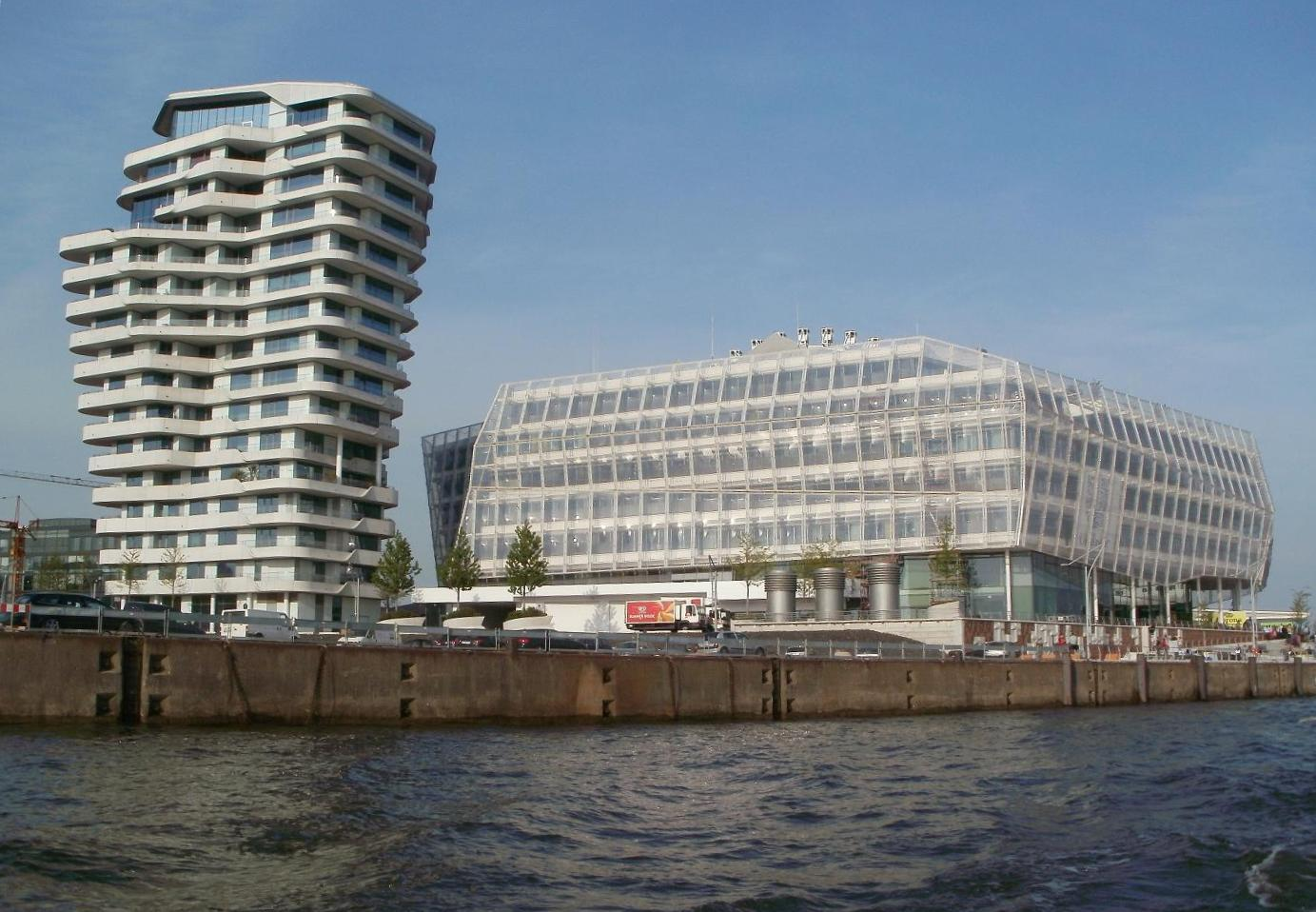
ehemaliger (von Juni 2006 bis Oktober 2020) Sitz der Hauptverwaltung (rechts) in Hamburg neben dem Marco-Polo-Tower (links)

Die im Rahmen einer neuen europäischen Strategie gebildete Drei-Länder-Organisation für Deutschland, Österreich und die Schweiz hat ihren Hauptsitz seit 1. Januar 2008 in Hamburg. Dort ist auch, wie zuvor bereits, die weiterhin bestehende Unilever Deutschland GmbH ansässig.
Die Hauptverwaltung zog im Juni 2009 aus dem bisherigen Unilever-Hochhaus in ein neues Gebäude an den Strandkai in der HafenCity. Im neuen Gebäude, entworfen vom Architektenbüro Behnisch Architekten, öffnete sich das Unternehmen mit einem Lebensmittelladen, einem kleinen Spa, einem Eislokal mit einer Terrasse direkt an der Elbe neben dem noch zu bauenden Kreuzfahrtterminal dem Endverbraucher. Im Oktober 2020 wechselte der Sitz der Hauptverwaltung in das Hamburger Nikolaiviertel (Neue Burg 1).
Die Unilever Schweiz GmbH hat ihren Sitz in Thayngen. Sie entstand zum 1. Januar 2005 durch Fusion der Lusso Foods in Ostermundigen und der bisherigen Unilever Bestfoods Schweiz in Thayngen. Zum 1. Juli 2005 ging auch die zuvor in Zug ansässige Lever Fabergé darin auf.
Die Unilever Austria GmbH hat ihren Sitz in Wien.

#### Produktionsstandorte in Deutschland
Unilever besitzt mehrere Produktionsstandorte in Deutschland, produziert aber Ware für den deutschen Markt teils auch im europäischen Ausland und exportiert deutsche Produkte in die ganze Welt.

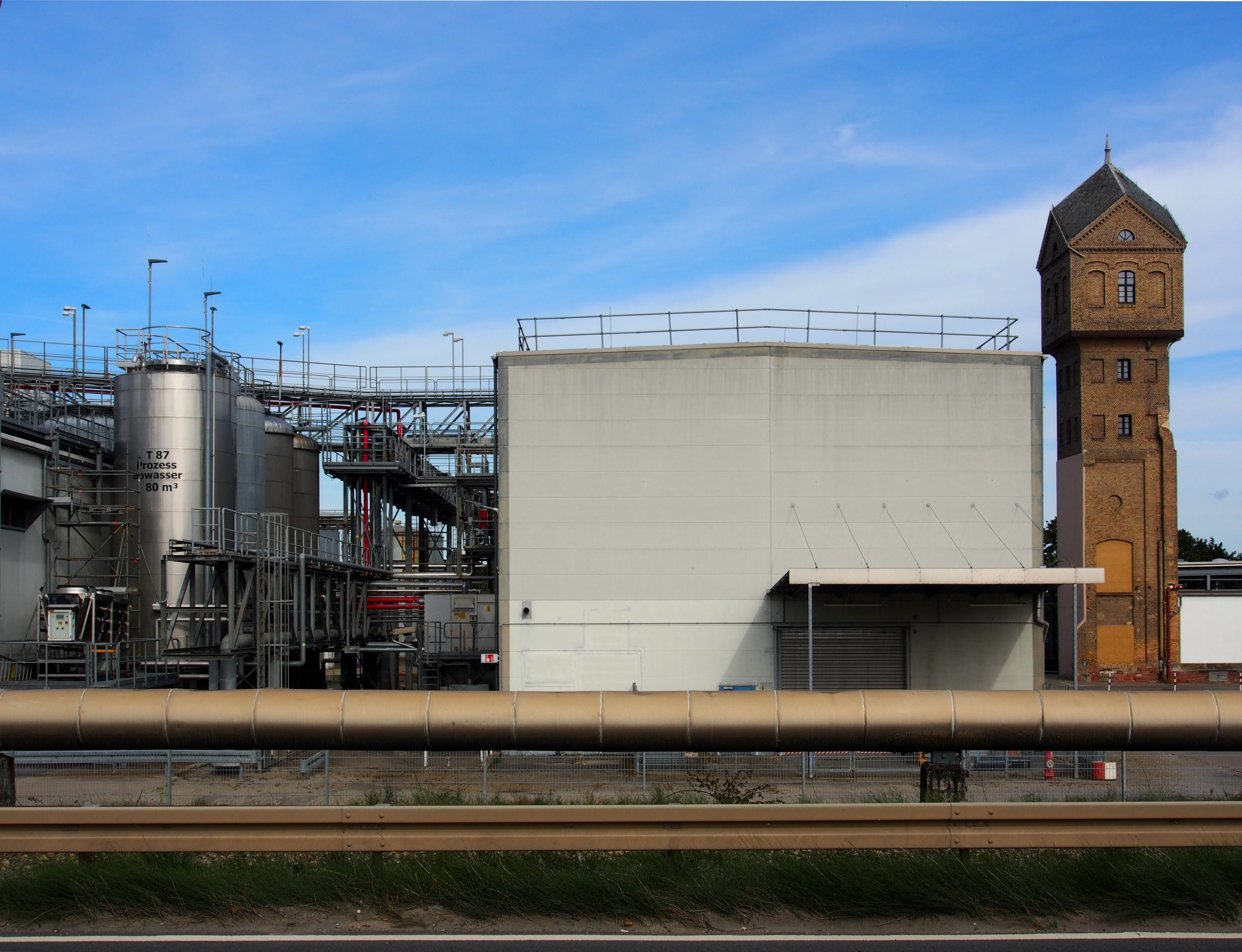
Produktionsstandort in Mannheim-Rheinau

An folgenden Standorten werden Produkte zur Körperreinigung und Hautpflege hergestellt:
- Buxtehude: Körperreinigung und Hautpflege
- Mannheim: Dove-Waschstücke

An folgenden Standorten werden Lebensmittel hergestellt:
- Auerbach: Fertigsuppen, Fertiggerichte, „Croutinos“
- Heilbronn: Suppen, Soßen, Soßenbinder, Salatdressings, Basisprodukte, Shakerflaschen, Produkte für Foodsolutions
- Heppenheim: Langnese-Eiscreme[28]

### Unternehmensführung
- Unilever PLC
  - Hein Schumacher, CEO[29]
- Unilever Deutschland GmbH
  - Stefan Pfeifer, Vorsitzender der Geschäftsführung[30]

## Geschäftsbereiche, Marken und Produkte
| Lebensmittel | Reinigungs- und Putzmittel | Hygiene- und Kosmetikartikel |
| --- | --- | --- |
| - Amora - Ben & Jerry’s - Hellmann’s - Knorr - Kuner (Österreich) - Langnese (Eismarke) - Magnum - Maille - Maizena - Mondamin - Pfanni - Unox - Die Schweizer Marke Chirat und Oswald (Produkte von Unilever Schweiz GmbH mit dem Hauptsitz in Thayngen und Schaffhausen) | - Coral (vorher: Korall) - Domestos - OMO - Viss (Deutschland; in einigen Ländern, u. a. Österreich und Schweiz: Cif) - Skip - Sun - Enka (Schweiz) | - Axe - Baba - Dove - dusch das - Fissan - Impulse (verkauft 2023) - Lux - Pond’s - Rexona - Signal (in einigen Ländern, u. a. Österreich, Italien: mentadent) - Sunsilk - TIGI (verkauft 2023) - Timotei (verkauft 2023) |
| - Amora - Ben & Jerry’s - Hellmann’s - Knorr - Kuner (Österreich) - Langnese (Eismarke) - Magnum - Maille - Maizena - Mondamin - Pfanni - Unox - Die Schweizer Marke Chirat und Oswald (Produkte von Unilever Schweiz GmbH mit dem Hauptsitz in Thayngen und Schaffhausen) | | |

### Lebensmittel (Unilever Foods)

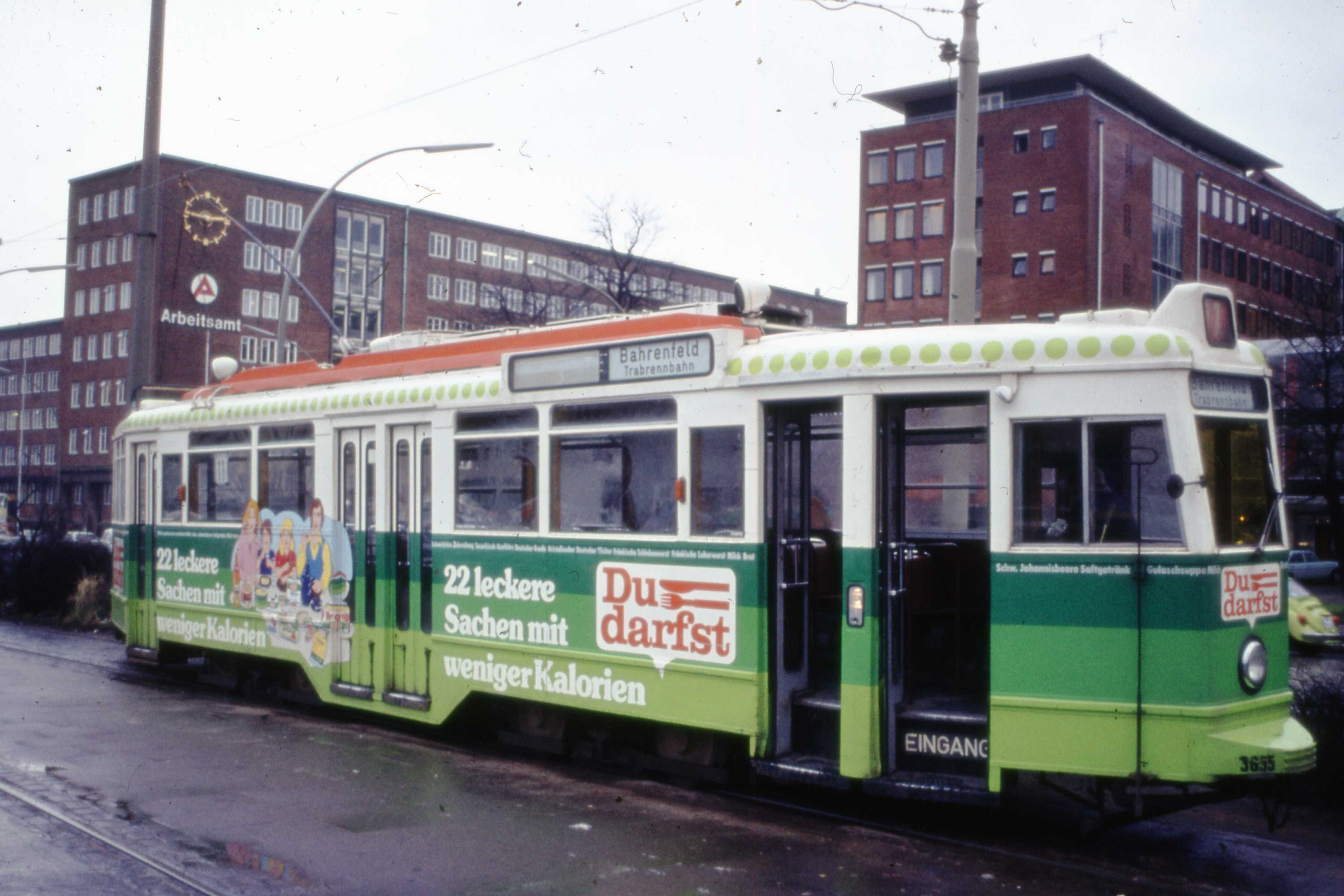
Hamburger Straßenbahn als Werbeträger für Du darfst in den 1970er Jahren

Mit einem umfangreichen Sortiment an Marken der Lebensmittelbranche gelingt es Unilever, einen Platz in den Top 5 der größten lebensmittelproduzierenden Unternehmen einzunehmen. Der Lebensmittel-Bereich trägt zu zirka 40 % am gesamten Konzernumsatz bei. Zu diesem Sortiment gehören Marken wie Bertolli, Becel oder Lipton, jedoch auch viele deutsche Marken wie Du darfst, Mondamin, Rama, Lätta, Knorr oder Langnese sowie auch die aus der Unilever Österreich eingebrachten österreichischen Marken wie Eskimo und Iglo (1970 zu Eskimo-Iglo verschmolzen, seit 2005 eigenständig), Apollo, Kuner (gegründet als Kunerol), Elida, Bensdorp (Anfang 2007 verkauft) etc.
Eine hundertprozentige Tochter des Unilever-Konzerns war Frozenfish, einer der größten Fischfangbetriebe und Zulieferer namhafter Fischproduzenten. Dieser Betrieb gehört nun Permira, das die gesamte Tiefkühlkostsparte (Marke iglo) von Unilever erworben hat. Somit wurde auch der letzte fischverarbeitende Betrieb nach dem Verkauf der Frischfisch-Verkaufskette Nordsee, der Kombination Fischfangflotte und Verarbeitungsunternehmen Deutsche See (Bremerhaven) und dem Fischkonservenproduzenten Norda-Lysell (Cuxhaven), abgegeben.
2005 verkaufte Unilever die Traubenzucker-Marke Dextro Energy an die deutsche Zertus GmbH.
Abgesehen von Einnahmen aus dem Verkauf von Endkundenprodukten ist Unilever auch auf dem Gebiete der Rohstofferzeugung tätig. Dies beinhaltet sowohl eigene Tee-Plantagen als auch eigene Palmöl-Plantagen. (AR07)

Langnese-Logo

Unilever ist nach eigenen Angaben der weltgrößte Eiscreme-Hersteller. Die Eiscreme wird weltweit mit landeseigenen Namen (z. B. Deutschland Langnese, Österreich Eskimo, Schweiz Lusso, Vereinigtes Konigreich Walls, Frankreich Miko, Türkei, Italien und Griechenland Algida, Philippinen Selecta) aber einheitlichem Logo (Heartbrand) verkauft, da die jeweiligen Namen bereits vor der Übernahme durch Unilever einen großen Bekanntheitsgrad erlangt hatten.
Langnese-Eiscreme wurde lange Zeit von der Langnese-Iglo GmbH als Teil der Unilever Deutschland produziert und vertrieben. Nachdem die juristischen Einzelgesellschaften zu einer Gesellschaft verschmolzen wurden, wird Langnese in Deutschland von der Unilever Deutschland GmbH produziert und vertrieben.

### Haushalts- und Textilpflege

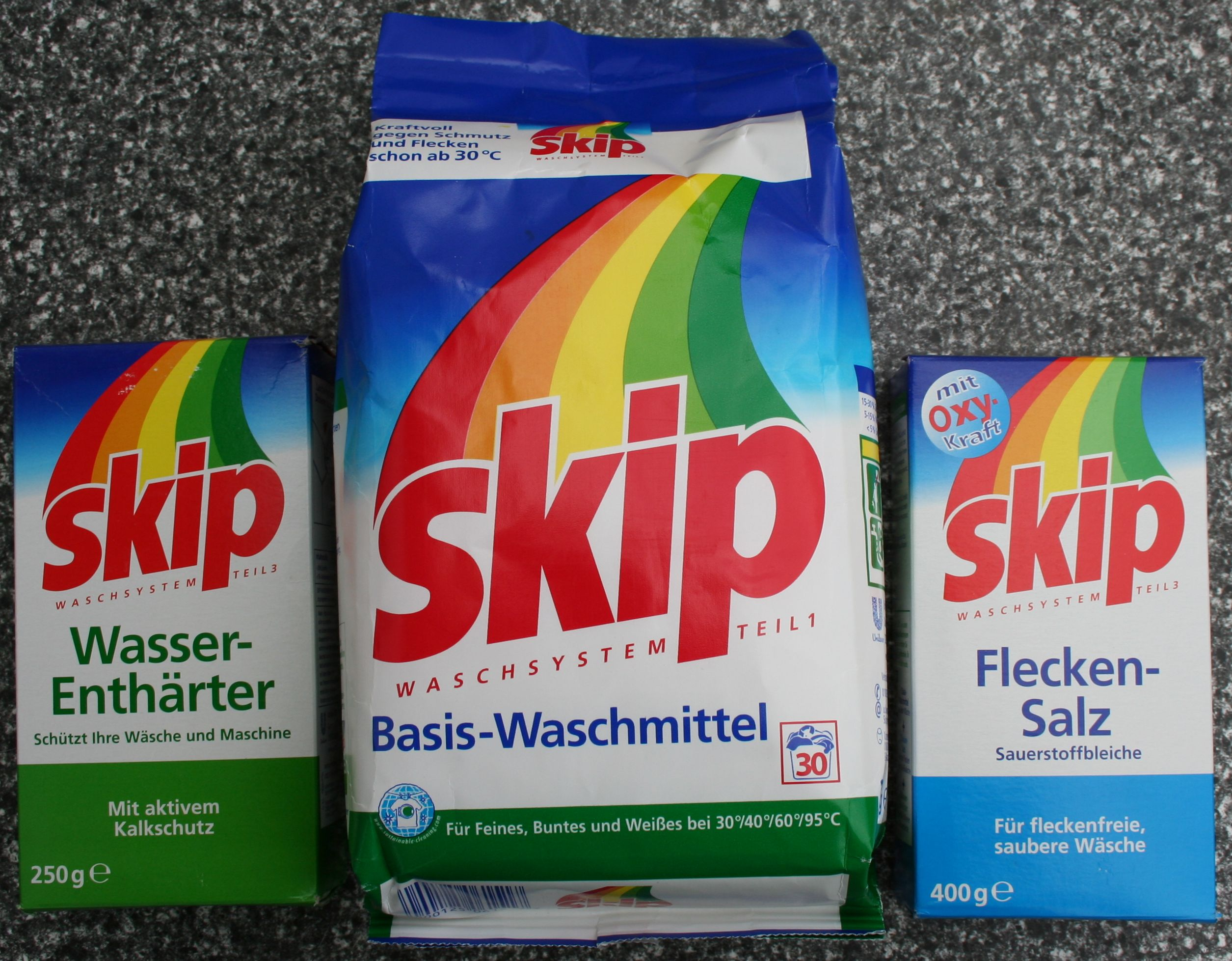
Baukastenwaschmittel: Enthärter, Waschmittel, Bleichsalz

Im sich seit Jahren rapide verändernden Markt für Waschmittel, Putz- oder Reinigungsmittel ist Unilever mit Marken wie Domestos, Cif, Skip, OMO, SUN, Coral und Viss vertreten.

### Körperpflege
Im Markt der Körperpflegeprodukte ist Unilever mit Marken wie Axe, Dove, Impulse, Lux, dusch das, Rexona, Sunsilk, Timotei, Pond’s, Baba, Suave Clear, TIGI Haircare, Lifeboy (deodorierte Seife), Vaseline und Vasenol vertreten, Signal und Close up im Mundhygiene-Bereich. Einige dieser Produkte enthalten noch immer Mikroplastik.

## Kontroversen und Kritik

### Palmölkontroverse
Im Jahr 2008 legte das Unternehmen PALMCI im Auftrag von Unilever Sumpfwälder in der Elfenbeinküste trocken und rodete diese für Palmöl-Plantagen. Diese sind die letzten Rückzugsgebiete bedrohter Tierarten wie der Dianameerkatze, des Geoffroy-Stummelaffen und einer Unterart des Roten Stummelaffen, deren letztes Rückzugsgebiet im Tanoé-Wald liegt. Unilever ist mit jährlich 1,6 Millionen Tonnen der größte Bezieher von Palmöl weltweit.
Der frühere Unilever-Chef Patrick Cescau kündigte daraufhin an, das Unternehmen werde sich verpflichten, den gesamten Bedarf an Palmöl ab 2015 nur noch von Lieferanten zu beziehen, die für nachhaltigen Anbau zertifiziert sind. Im Jahr 2004 gründete Unilever zusammen mit anderen Unternehmen und dem WWF den Runden Tisch zu nachhaltigem Palmöl-Anbau (RSPO) und hat 2015 verkündet, es werde ein Moratorium zur Regen- und Torfwaldabholzung in Indonesien unterstützen. Die UNO befürchtete aber bereits für das Jahr 2012 die völlige Vernichtung der Wälder auf Sumatra und Borneo.
Unilever wird von der Umweltschutzorganisation Robin Wood seit längerer Zeit kritisiert, da es Palmöl von dem asiatischen Agrarunternehmen Wilmar bezieht. Dieses betreibe auf Sumatra Raubbau für ihre Plantagen und verdränge die indigene Bevölkerung Sumatras mit Waffengewalt. Die Zertifizierung Wilmars durch den RSPO als nachhaltige Palmöllieferanten wird von Robin Wood als nichtig bezeichnet, weil die Industrie sich hier nur selbst zertifiziere.
Zu Biokraftstoffen äußerte sich Unilever-Chef Paul Polman, der vorübergehende Auftrieb der Getreidepreise im Jahr 2008/09 sei eine „perverse Folge“ hoher Biokraftstoff-Subventionen in den Industrieländern. Unilever als bedeutendstem Plantagenbetreiber Afrikas wird laut Schwarzbuch Markenfirmen vorgeworfen, dort für die Zerstörung zahlreicher lokaler Betriebe und die Ausbeutung von Landarbeitern verantwortlich zu sein. Als größter Palmöl-Verarbeiter der Welt sei Unilever für ähnliche Schäden, wie sie der Konzern den Biokraftstoffen vorwirft, selbst verantwortlich. Für die Herstellung von Kosmetika und Lebensmitteln für Unilever bedürfe es der Rodung weiter Flächen Regenwald, um Palmöl anzubauen. Auf diese Weise würden beispielsweise im Kongo der lokalen Bevölkerung große Flächen für Palmöl-Plantagen zur Seifenherstellung weggenommen.

### Kartellverfahren
Die Europäische Kommission hat Unilever im April 2011 zusammen mit den Firmen Procter & Gamble sowie Henkel wegen Bildung eines Kartells zu einer Gesamtstrafe in Höhe von 315,2 Millionen Euro verurteilt. Auf Unilever entfielen 104 Millionen Euro der Strafe, die jedoch um 25 % reduziert wurde, da das Unternehmen mit der Europäischen Kommission kooperierte und Details der Kartellvereinbarung preisgab. Weitere 10 % wurden erlassen, da Unilever einem Vergleich zustimmte und damit die Möglichkeit einer Klage gegen das Bußgeld entfiel. Das Kartell bestand von 2002 bis 2005 in den Ländern Deutschland, Frankreich, Italien, Spanien, den Niederlanden, Belgien, Portugal und Griechenland und wurde zu systematischen Absprachen bei der Preisgestaltung für Vollwaschmittelpulver für die Maschinenwäsche genutzt.

### Quecksilbervergiftung in Indien
1986 kaufte Unilever die Kosmetikfirma Chesebrough-Pond’s. Diese produzierte im indischen Kodaikanal bis 2001 ca. 165 Millionen Quecksilberthermometer. Nach eigenen Berechnungen von Unilever sind mehr als zwei Tonnen Quecksilber in die Umwelt entwichen. Im Boden des Fabrikgeländes sind noch immer 360 Kilo des Stoffes enthalten. Auch auf einem nahe gelegenen Schrottplatz wurde verstecktes Quecksilber entdeckt. Das Unternehmen musste 300 Tonnen Müll und Boden zur Entsorgung in die USA exportieren. Nun klagt die Gewerkschaft im Namen von mehr als 500 Arbeitern auf Entschädigung. Unilever selbst weist in einer Erklärung jede Verantwortung von sich, auch wenn eine indische Studie zu dem Ergebnis kommt, dass die Symptome der Arbeiter auf die Quecksilberbelastung zurückzuführen sind.

### Rassistische Werbung
Im Mai 2011 veröffentlichte Unilever eine Vorher-nachher-Werbung für Dove-Duschgel von Unilever, in der drei Frauen vor zwei großen Bildern stehen, welche mit vorher und nachher beschriftet sind. Das mit vorher beschriftete Bild zeigt trockene Haut, während das mit nachher beschriftete Bild gesunde Haut zeigt. Die drei Frauen sind nach Hautton von links nach rechts heller werdend aufgestellt, wobei die Frau mit der dunkelsten Haut vor dem mit vorher beschrifteten Bild steht und die Frau mit der hellsten vor dem mit nachher beschrifteten Bild.
Im Jahr 2017 zeigte eine Facebook-Werbung für eine Dove-Hautcreme von Unilever, wie eine schwarze Frau sich beim Ausziehen ihres Oberteils in eine weiße Frau verwandelt. Der Werbespot wurde in zahlreichen Medien und u. a. von Ava DuVernay kritisiert. Unilever bzw. Dove ließ die rassistische Werbung entfernen, entschuldigte sich und erklärte, die Einschaltung sei „am Ziel vorbei geschossen“.

### Kriegssponsoring
Während des Russischen Überfall auf die Ukraine hat die Ukraine Unilever im Juli 2023 auf ihre Liste der „internationalen Kriegssponsoren“ gesetzt und dies mit dessen anhaltender Tätigkeit in Russland begründet, insbesondere da nach Angaben der Nationalen Agentur für Korruptionsbekämpfung durch die hohen Steuerzahlungen an den russischen Staat die Fortführung des Krieges unterstützt würde. Das Unternehmen verlor durch die Lieferungen nach Russland den werbeträchtigen Titel des Hoflieferanten des britischen Königshauses.

## Auszeichnungen
Unilever und Personen aus seinem Management erhielten für ihre Unternehmenspolitik positive wie negative Auszeichnungen:
- Im Jahr 2011 erhielt Harry J. M. Brouwer den B.A.U.M.-Umweltpreis, weil er die „Nachhaltigkeitsaktivitäten des Konzerns entscheidend geprägt und vorangetrieben“ habe.
- Rettet den Regenwald verlieh im gleichen Jahr Unilever seinen BAUM-AB-Preis. Der Anti-Preis wurde an Unilever „für Beihilfe zur Umweltzerstörung und Missachtung der Menschenrechte in Indonesien“ verliehen.
- Im Jahr 2012 erhielt Unilever den Deutschen Nachhaltigkeitspreis in der Kategorie Deutschlands nachhaltigste Zukunftsstrategie. Das Unternehmen will seine Größe verdoppeln, gleichzeitig die Auswirkungen auf die Umwelt halbieren, 100 Prozent der landwirtschaftlichen Rohwaren aus nachhaltigem Anbau beziehen und das Leben von einer Milliarde Menschen verbessern.[49]
- Im Jahr 2013 wurde der Europäische Betriebsrat (UEWC) von Unilever für sein anhaltendes Engagement um die Gestaltung der Mitbestimmungsrechte im multinationalen Unilever-Konzern mit dem Deutschen Betriebsräte-Preis 2013 in der Sonderkategorie „Europa mitbestimmen“ ausgezeichnet.[50][51][52]